# Nite Versions
Albums de Soulwax
Much Against Everyone's Advice, Any Minute Now
Nite Versions est un album du groupe Soulwax sorti en 2005.

## Liste des pistes
1. Teachers
2. Miserable Girl
3. E Talking
4. Accidents and Compliments
5. Compute
6. Slowdance
7. I Love Techno
8. Krack
9. NY Lipps
10. Another Excuse (fait en collaboration avec le label DFA)